# Ralf Bartels
Ralf Bartels (født 21. februar 1978 i Stavenhagen, Østtyskland) er en tysk atletikudøver (kuglestøder), der vandt guld i kuglestød ved EM i Göteborg i 2006. Han vandt desuden bronze i samme disciplin ved VM i Helsingfors i 2005.
Blandt Bartels største konkurrenter var danske Joachim B. Olsen.